# Piaski (Tenczynek)
Piaski – północna część wsi Tenczynek w Polsce, położona w województwie małopolskim, w powiecie krakowskim, w gminie Krzeszowice.
W latach 1975–1998 Piaski administracyjnie należały do województwa krakowskiego. Znajduje się w niej osiedle Krystyna.
Część wsi położona jest w Rowie Krzeszowickim, od północy graniczy z Krzeszowicami poprzez rzekę Dulówka, od południa wzniesieniem Garbu Tenczyńskiego o nazwie Buczyna. W XIX w. w jej stokach dla potrzeb tenczyńskiego browaru wykuto w skale liczne piwnice, których wyloty znajdowały się także po północnej stronie góry. 